# Ibaga
Ibaga ist ein ländlicher Verwaltungsbezirk (englisch Ward) des Distrikts Mkalama in der tansanischen Region Singida.

## Geografie
Ibaga ist ein Bezirk im nördlichen Zentralteil von Tansania etwa 80 Kilometer Luftlinie nördlich der Regionshauptstadt Singida. Bei der Volkszählung 2022 lebten 15.056 Menschen in 3156 Haushalten auf einer Fläche von 221 Quadratkilometern.
Der Bezirk grenzt an sechs Bezirke des Distrikts Mkalama:
|          | Mwangeza                                    |                |
| Mpambala | Kompassrose, die auf Nachbargemeinden zeigt | Matongo Nkinto |
|          | Gumanga                                     | Miganga        |

## Gliederung
Der Bezirk besteht aus fünf Gemeinden (swahili Mtaa) mit 41 Orten (Kitongoji):
| Ibaga - Kanisani - Isanzu - Stendi - Tyanda - Kinankamba - Mwadundu - Muhimbili - Utemini - Manamba - Magomeni - Majengo Mapya | Igengu - Ntunduru - Shule - Mashine - Tianundi - Njia Panda - Mbuyuni - Misugiri | Ilongo - Msipya - Mizuzu - Milunduli - Nyerere - Ilangida - Mizuhu | Mkalama - Mkailu A - Mbuyuni A - Mjini - Uchina - Utemini - Madukani - Mtapwa - Jengelangulu - Msumbiji - Kimegele - Nkango - Mwondo | Igonia - Igonia - Mitogo Miwili - Mtindi - Makopi - Kinsumpwi |

## Wirtschaft und Infrastruktur
- Bergbau: Im Bezirk wird Kupfer gefunden und seit 2015 im Kleinbergbau abgebaut.[7]
- Bildung: Die Ibaga Secondary School ist eine staatliche weiterführende Schule, die als Tagesschule Jugendliche bis zur 4. Stufe ausbildet.[8]
- Gesundheit: In der Gemeinde Mkalama liegen ein staatliches Distriktkrankenhaus[9] und ein Gesundheitszentrum.[10] Außerdem gibt es öffentliche Apotheken in Igengu,[11] Ilongo[12] und Igonia.[13]